# Jerry's Famous Deli
Jerry's Famous Deli es una cadena de delicatessen conocida por su amplio menú, que ha ofrecido hasta 700 artículos.  La tienda original fue fundada en Studio City, California , en 1978 por Isaac Starkman y Jerry Seidman.  El negocio ahora comprende dos restaurantes en el sur de California.
Jerry's Famous Deli es conocido por su célebre clientela, que incluye a Adam Sandler , Will Smith , Shaquille O'Neal y los actores de Seinfeld .  Andy Kaufman trabajó una vez en el deli de Studio City como ayudante de camarero.